# Kołatka

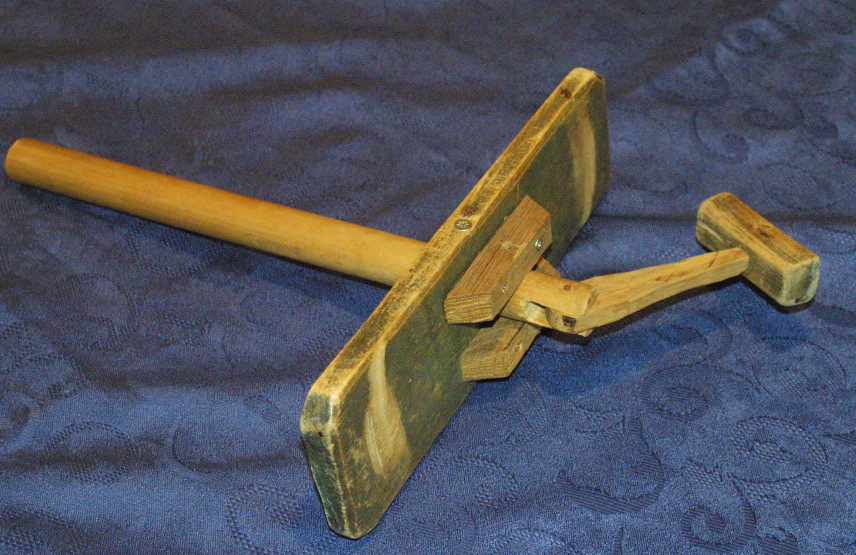
Kołatka – drewniany instrument muzyczny

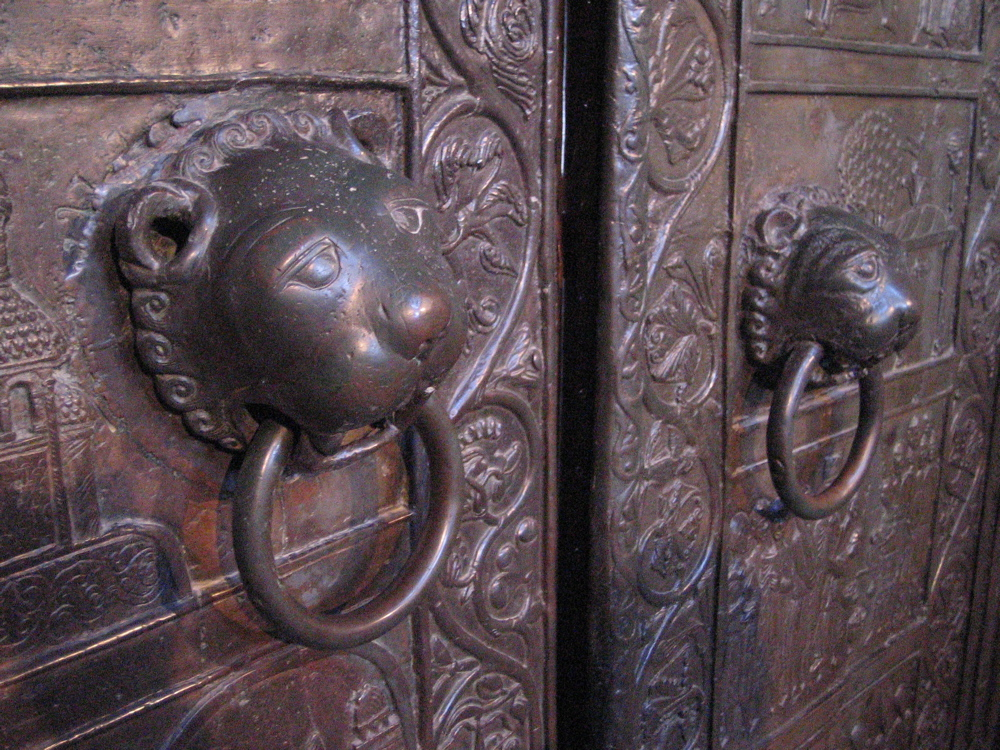
Kołatki na Drzwiach Gnieźnienskich

Kołatka – drewniany instrument muzyczny wydający przy potrząsaniu charakterystyczne dźwięki. Składa się z deseczki osadzonej na rączce oraz zamocowanego na zawiasie młotka, który uderzając w deseczkę wydaje klekoczący dźwięk.
Drewniane kołatki, w okresie Triduum Paschalnego, od hymnu „Gloria” (Chwała na wysokości) w czasie mszy w Wielki Czwartek, aż do tego samego hymnu Wigilii Paschalnej, podczas liturgii zastępują milczące w tym czasie dzwony. 
Nazywany jest tak również ruchomy uchwyt na drzwiach, służący do „kołatania” czyli pukania do drzwi. Umieszczany na  bramie lub furcie,  składał się z dwóch części. Często nazywany też antabą, najczęściej wykonany w formie lwiej głowy z ruchomą obręczą. Tego typu kołatka występowała głównie w sztuce romańskiej i gotyckiej. Współcześnie używana jest jako element dekoracyjny.